# 塗り絵
塗り絵（ぬりえ）とは、輪郭だけ描かれた図形や模様の中に、色を塗りわけて楽しむ玩具（知育玩具）である。

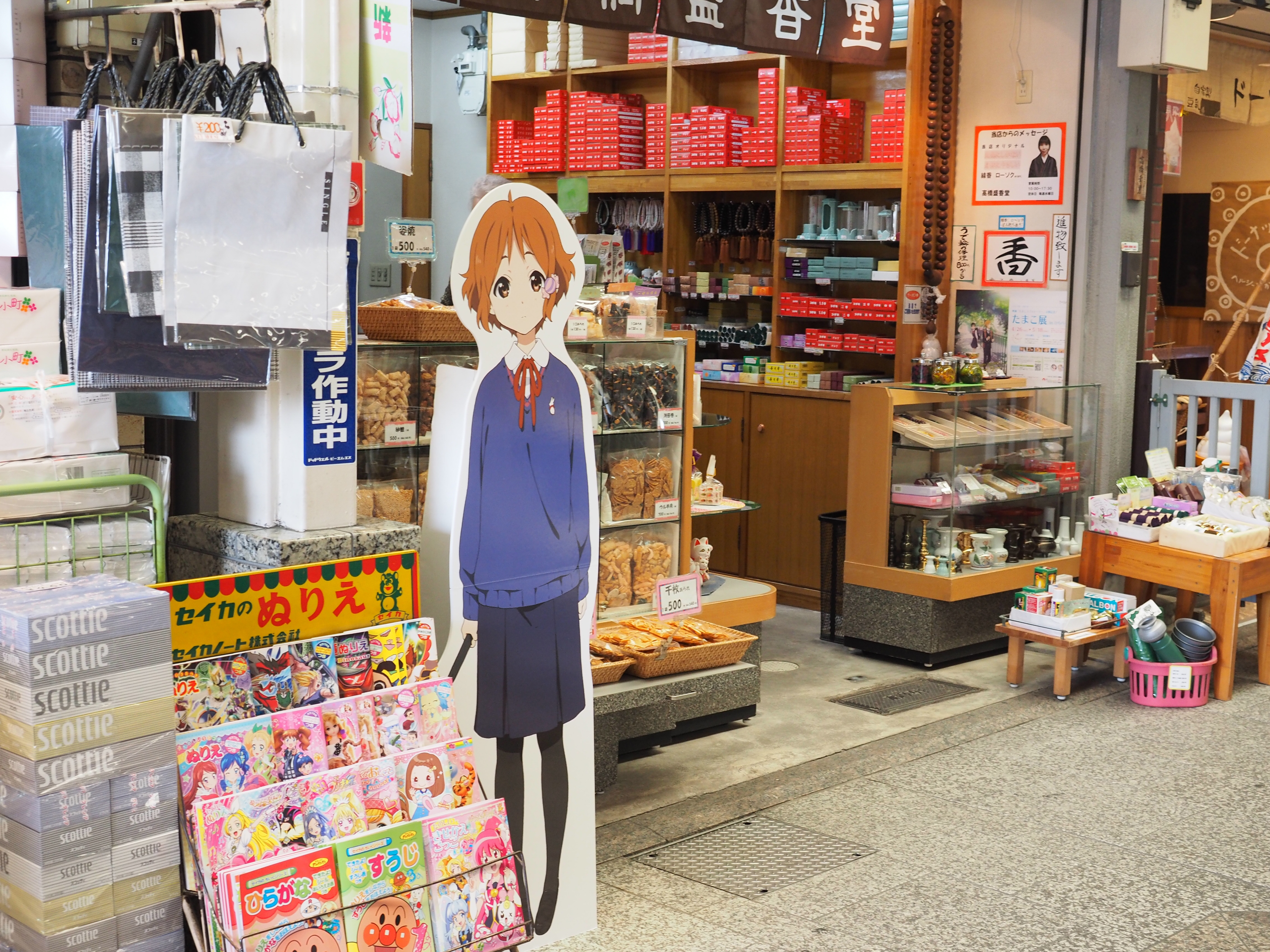
セイカのぬりえ

## 概要
本として製本されたものやスケッチブック状に綴られたもののほか、一枚ものの紙（画用紙など）のものも見られ、クレヨンや色鉛筆、マーカーやペン、絵具など、任意の画材で図柄を着色して楽しむために用いられる。

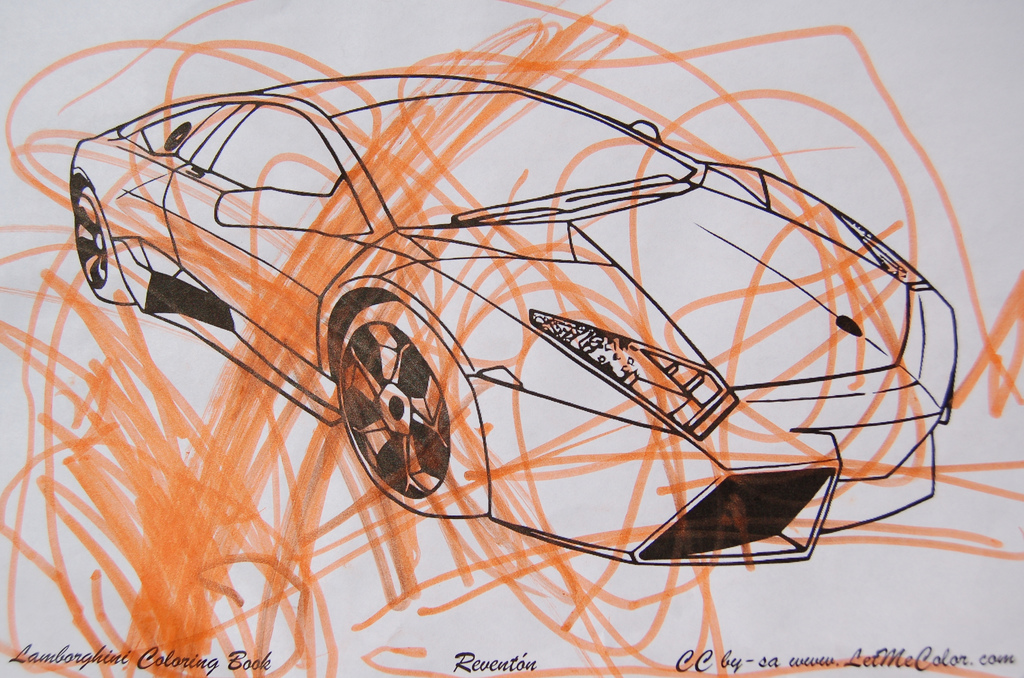
ランボルギーニ・レヴェントンの塗り絵

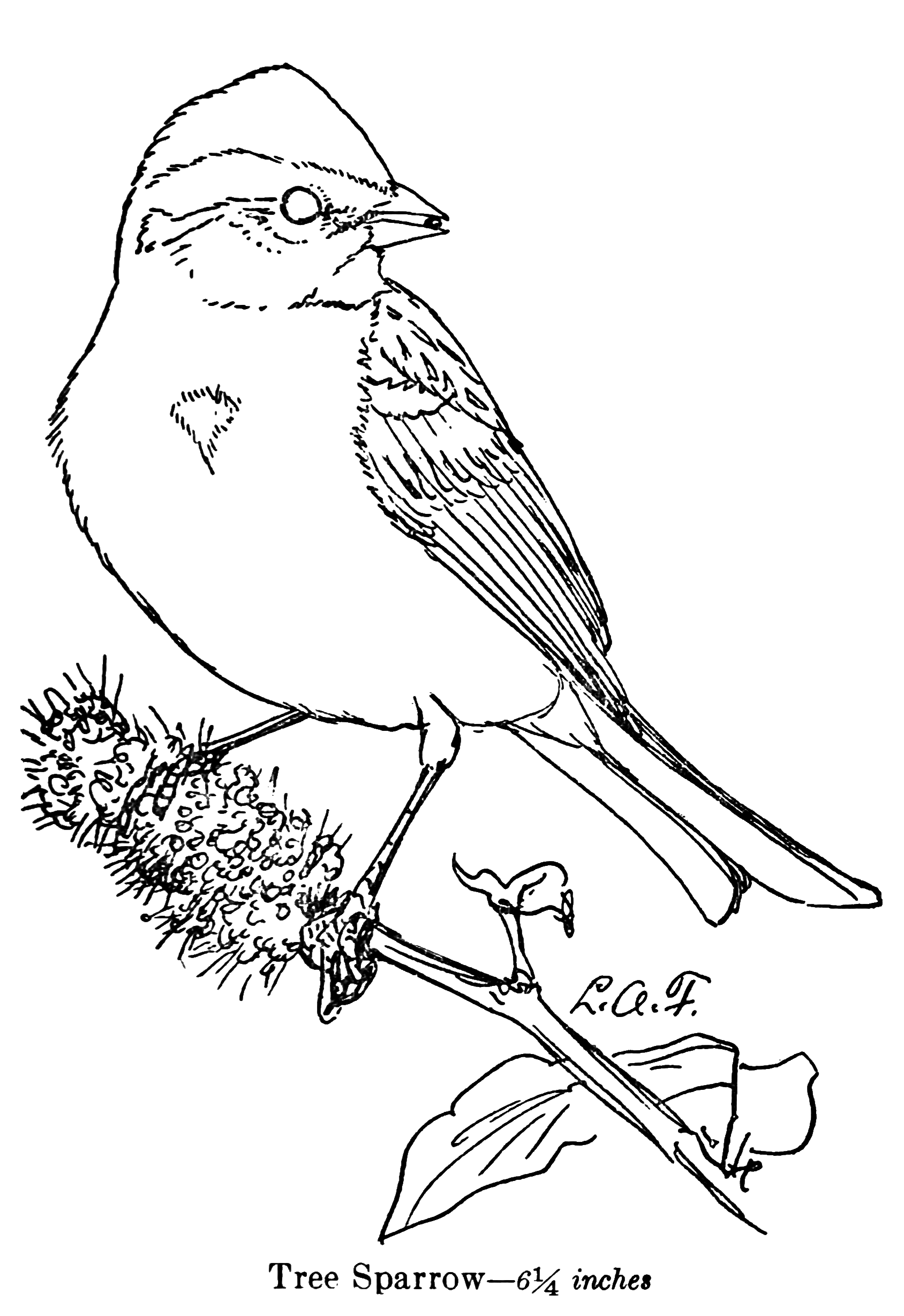
鳥の塗り絵

従来は子ども（特に幼児）向けのものとされていたが、高齢者の認知症予防やデイケアなどでも多く使われている。これは、指先を使ってある程度細かい作業を行い、また、何色を使うか考える必要があることなどから、リハビリや脳への刺激になるとされるためである。

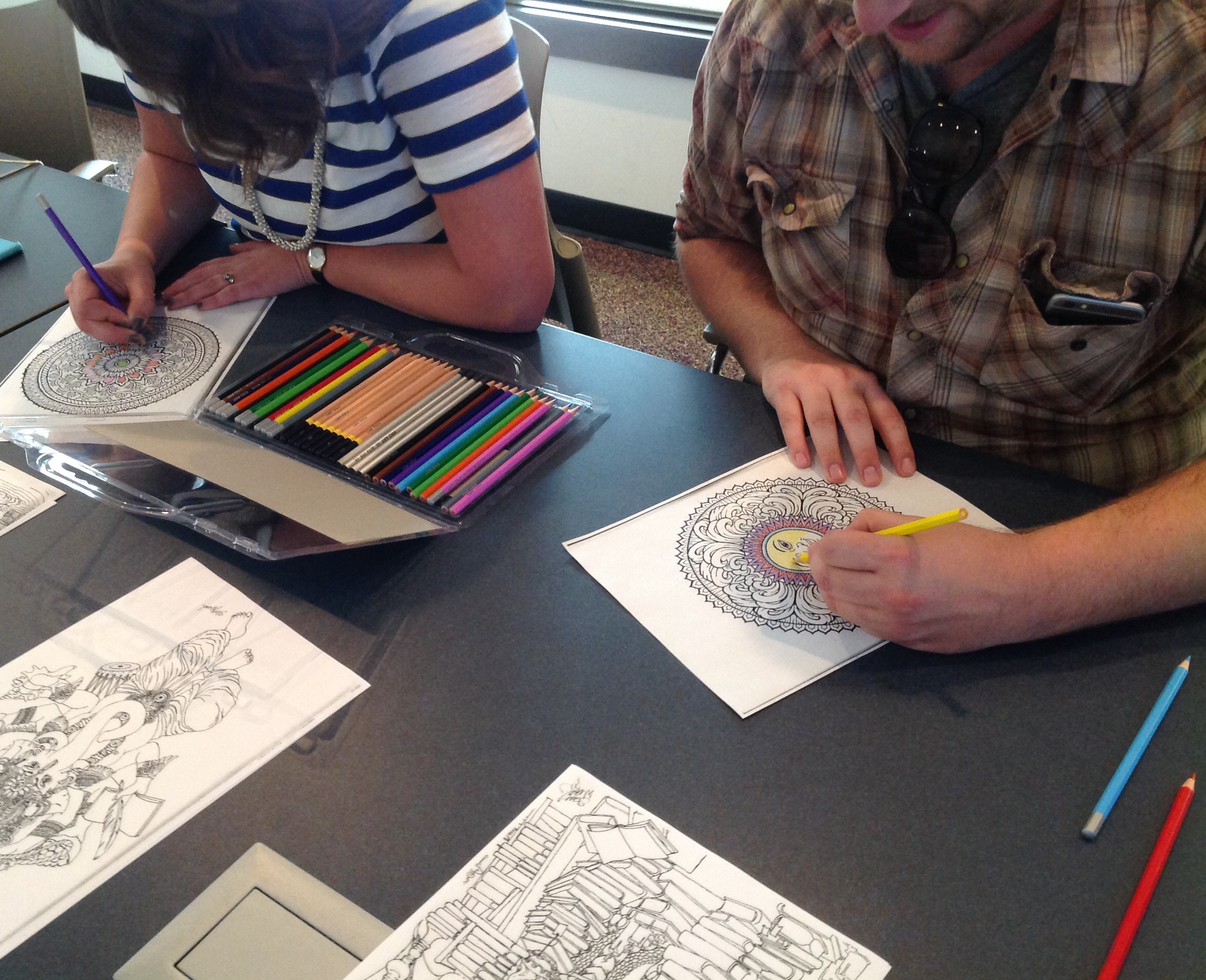
塗り絵をする大人

2005年頃からは「大人の塗り絵」または「コロリアージュ」（フランス語で「塗り絵」）と呼ばれる成人向け商品も多くみられる。単純作業への集中によって自律神経を整える効果やストレス発散作用などがうたわれた ことや、絵心がなくても手軽に見栄えのする絵ができるなどことから、新しい趣味として人気となり、水彩色鉛筆の使用など、より高度な技法を必要とするものも登場している。

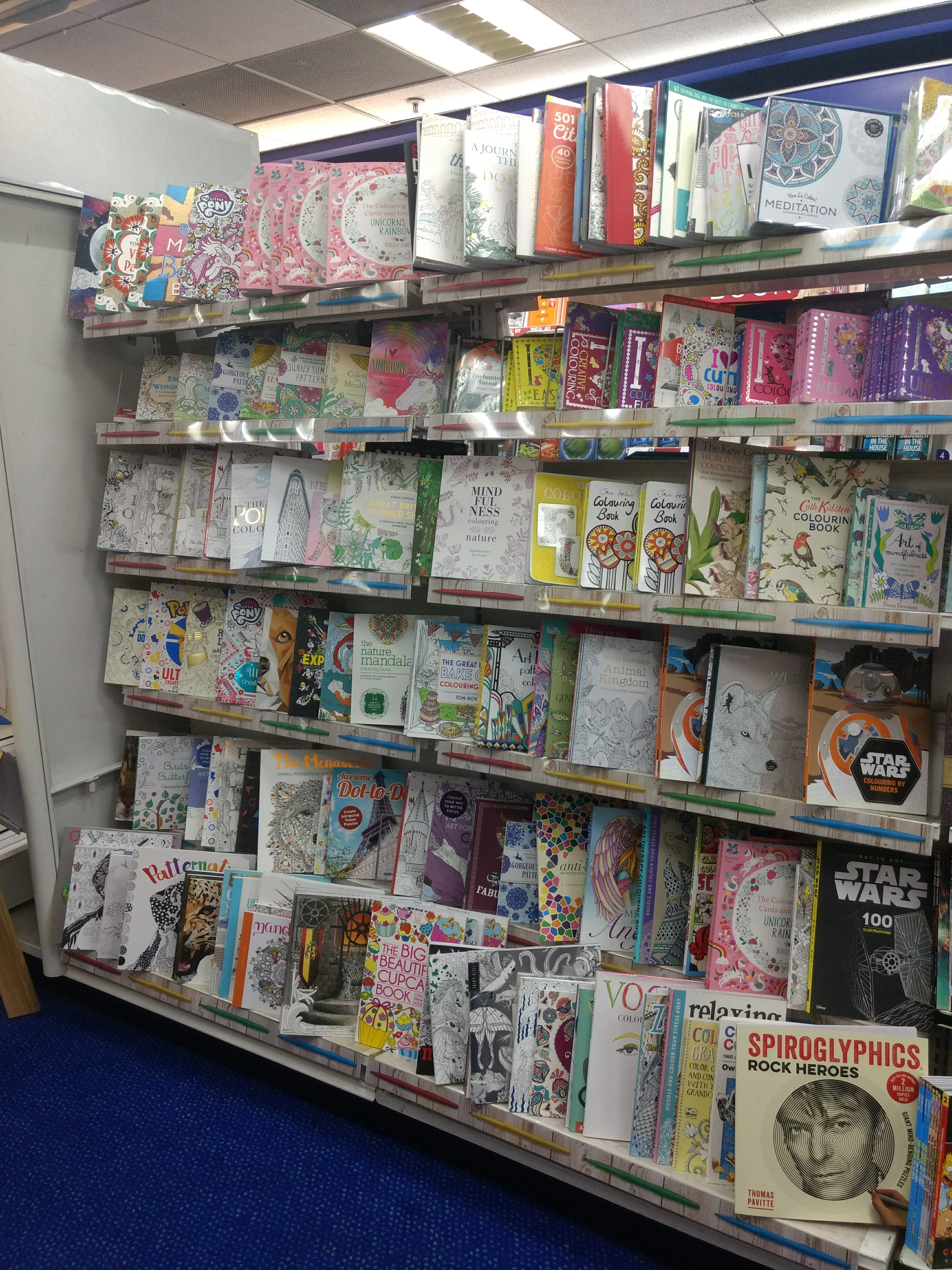
W・H・スミスの大人の塗り絵

子ども向けの塗り絵は、漫画チックに簡略化された風景や動植物、マンガやテレビ番組の人気キャラクターなどを太めの線で描いたものがほとんどであるが、大人向けは、浮世絵や世界の名画、緻密な動植物画や風景画、各種紋様などの図柄が、灰色やセピア色などの細い線で描かれている場合が多い（着色後に塗り分け線が目立たないようにするため）。
キャラクターものの塗り絵には専門のコレクターも存在する。

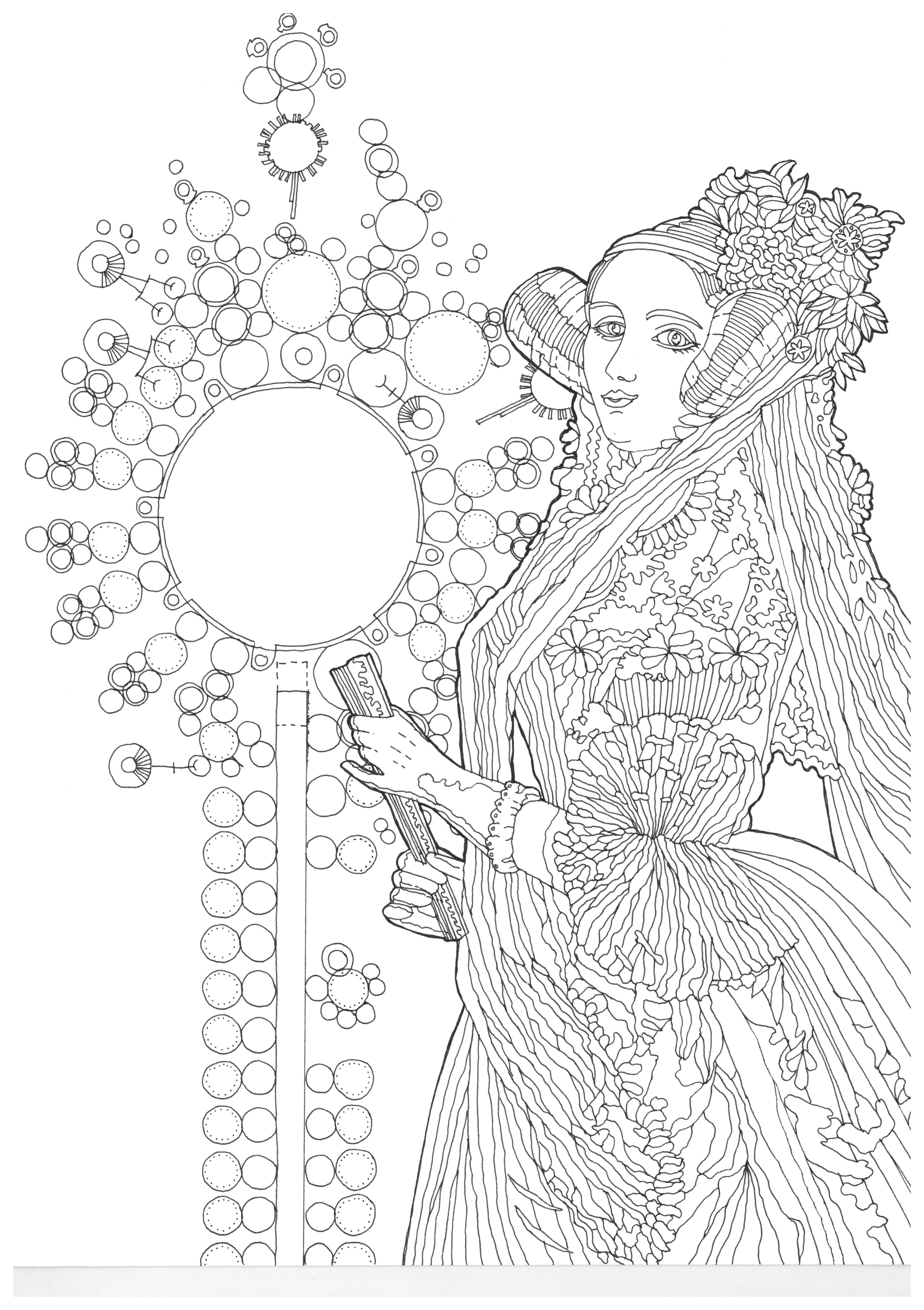
エイダ・ラブレスの肖像画の大人の塗り絵

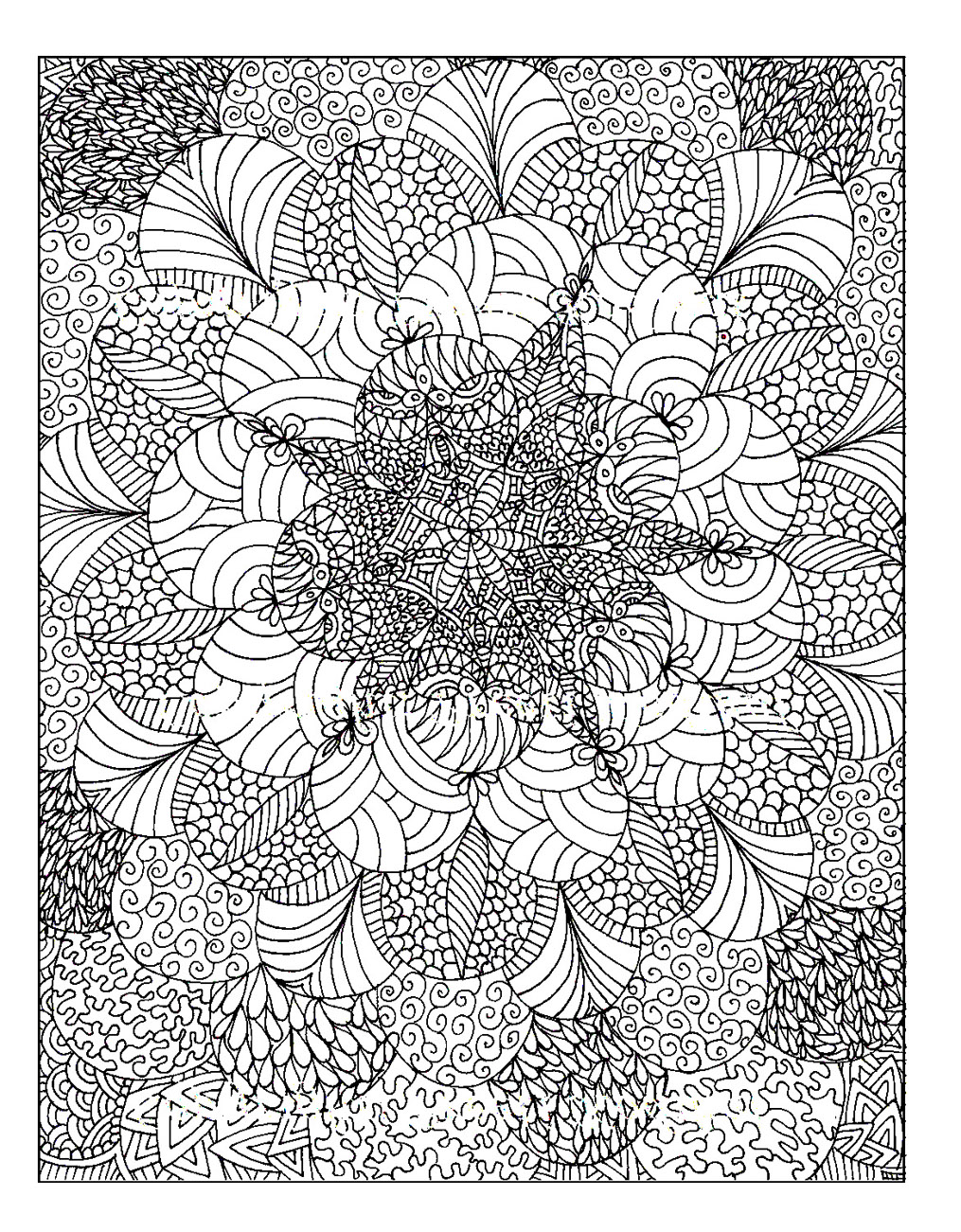
大人の塗り絵

塗り絵用の線画は、いわゆる「塗り絵本」を購入するほか、インターネットからPDFファイルなどの形でダウンロードすることで入手できる。また、イベント告知の折り込みチラシ等に、主として子供向けの塗り絵が掲載される場合があり、その際はイベント来場（来店）時の粗品引き替え券の役割を兼ねることもある。
従来は紙の上に印刷された媒体のみであったが、2000年代以降の塗り絵人気により、携帯型ゲーム機を含む家庭用ゲーム機で楽しむゲームソフトや、ファイル形式で配付される塗り絵をパソコンの描画ソフトを使って塗るものなども登場している。

## 塗り絵の教育的評価

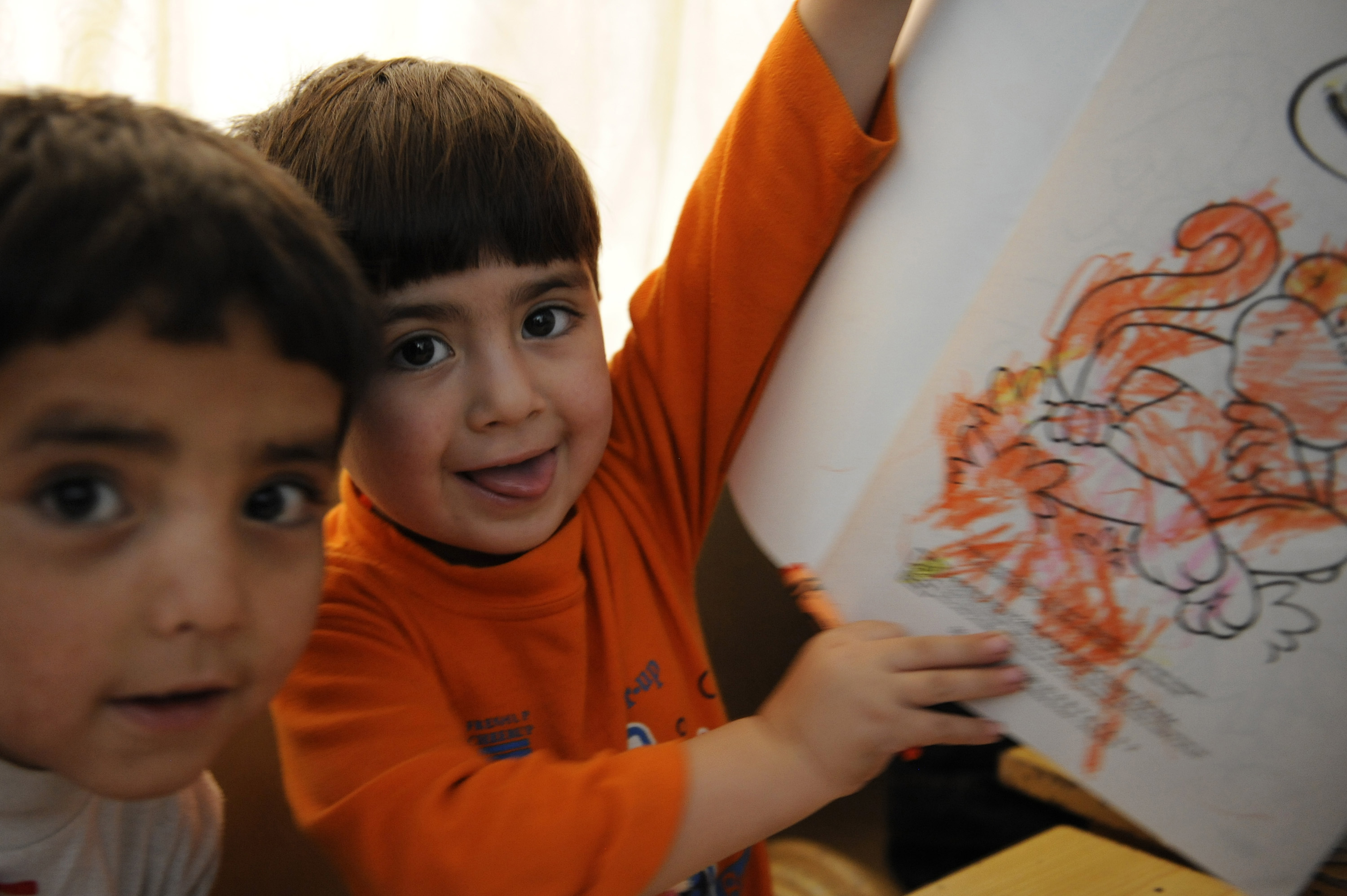
お茶目な男の子の塗り絵

肯定的評価色彩感覚を育てるとともに、枠に収めて描こうとすることにより運筆力を育てる。
否定的評価絵を大人の枠に嵌めてしまい、表現力や独創性が育つのを阻む。
ただ幼児向けの塗り絵を幼児に与えて自由に塗らせると、大抵は予想だにしなかった大胆な色彩で、元のキャラクターが判別不能なほどに塗り潰されたりといった傾向が見られる。また幼児はお絵かきを好む傾向があり、親子間における一種のコミュニケーションツールとしても利用が可能である。

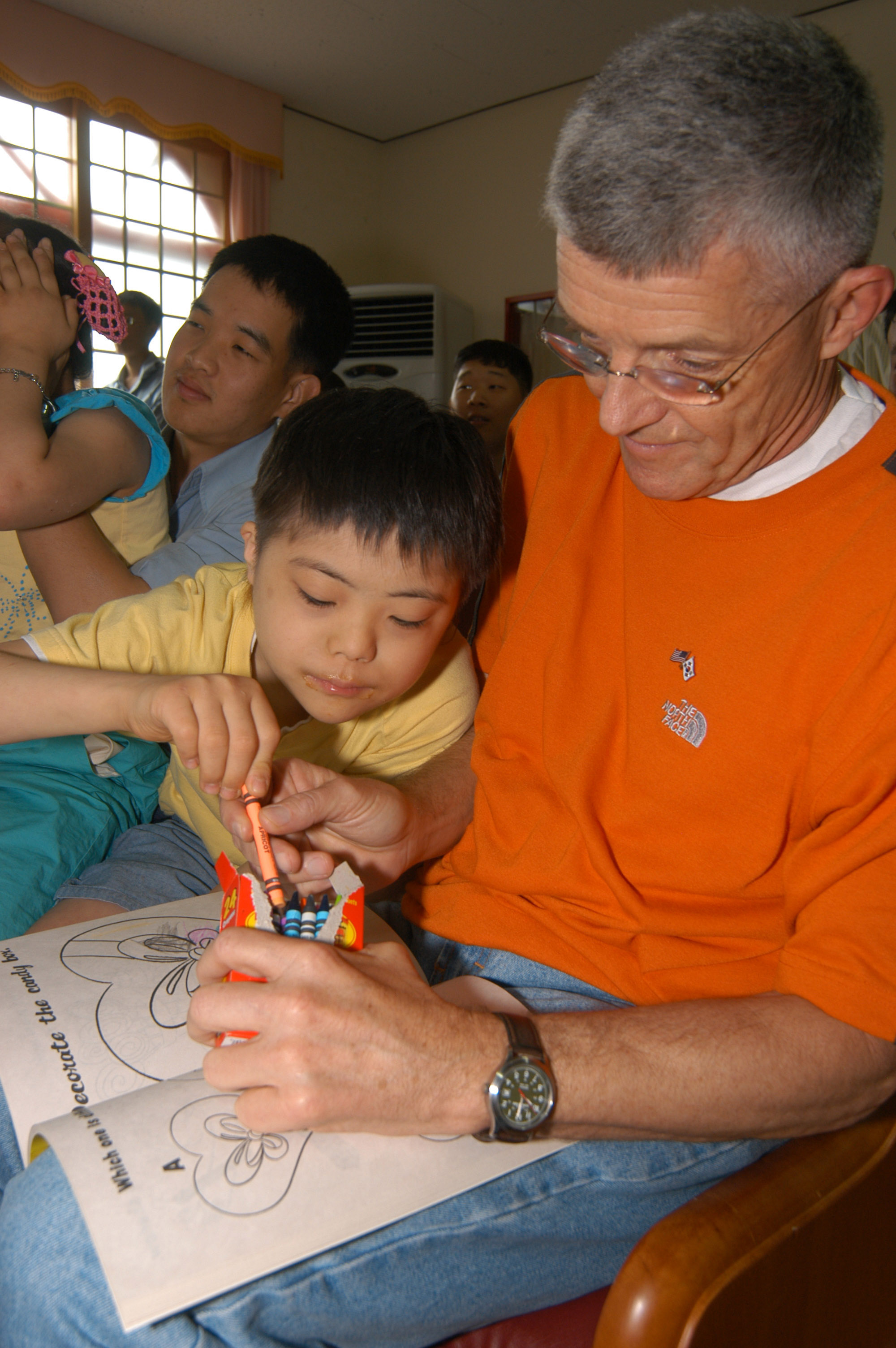
おじいちゃんに塗り絵を教える子供

## 作業療法
塗り絵は作業療法の一手法として活用されることがある。絵を描く作業療法として絵画療法があるが、通常の絵画療法は絵を描くことを苦手とする人には抵抗感を感じる場合がある。そこで絵を描くことの得手不得手が関係ない絵画法として塗り絵が用いられる。

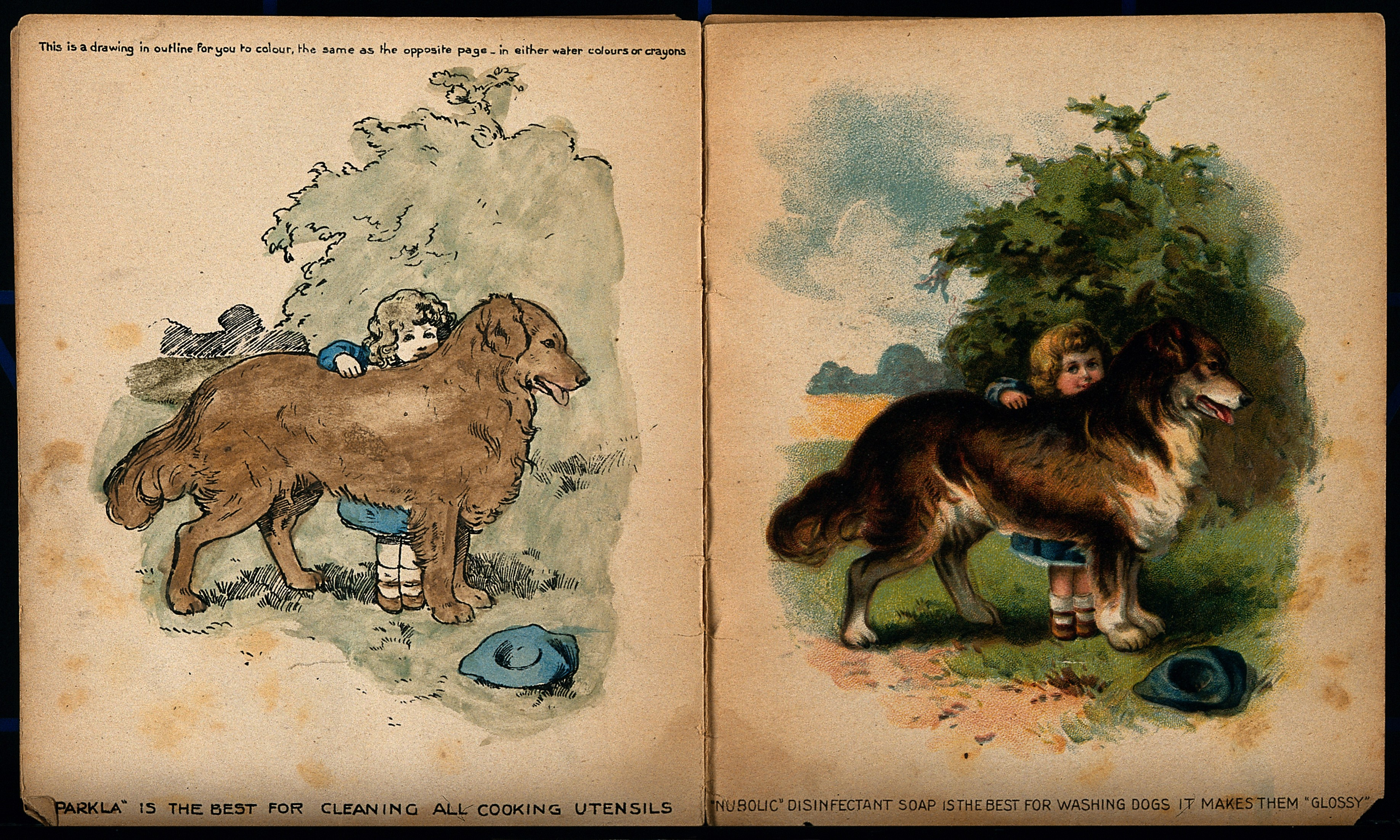
大人の塗り絵をお手本通りに着色

構造化されている塗り絵は、高い創造性を要求されないため難易度が低く取り組みやすい心理療法とされている。絵画療法での塗り絵の有効性に関しては、自分の望む色を使用して自由に彩色する場合と予め示された課題として模倣して彩色する場合の脳活動の比較など研究が行われている。

## 塗り絵の歴史
「塗り絵」の始原に関しては不明だが、スイスの教育者ヨハン・ペスタロッチや、ペスタロッチの弟子であるドイツの教育者フリードリヒ・フレーベルなどが推進した、児童に対する美術教育の広まりを背景として、美術教育が商業化する過程で生まれたと考えられている。
1880年代、当時の大手児童書出版社のマクローリン・ブラザーズが、ヴィクトリア朝時代の著名なイラストレーターであるケイト・グリーナウェイの手による『The Little People's Coloring Book』を出版しており、市販された書籍の形態としての「塗り絵」に関してはこれが最初だと考えられている。マクローリン・ブラザーズは1920年代に玩具出版大手のミルトン・ブラッドリーの傘下に入るまで、塗り絵の出版を継続した。
このジャンルのもう一人の先駆者とされているのは、漫画家のリチャード・F・アウトコールトである。1907年、アウトコールトは『Buster's Paint Book』を出版し、この本では、彼が1902年に考案した漫画のキャラクターであるバスター・ブラウンがフィーチャーされていた。これがアメリカ初の「キャラクター塗り絵」だと考えられている。
それ以後、コーヒーやピアノなど、さまざまな商品の販促として子供向けの塗り絵を頒布することが流行した。なお、1930年代まで、アメリカにおける塗り絵の本は「coloring book」（日本語にすると「ぬりえ」）ではなく、「painting Book」（日本語にすると「おえかきちょう」）の名称で販売されていた。1930年代にクレヨンが広く使われるようになった時代においても、「coloring book」と「painting book」は半々くらいで使われていた。

## 日本の塗り絵の歴史

### 大正以前
江戸時代の木版刷りに、いたずらで色を塗った例が見られる。これを塗り絵遊びのルーツだと考える論もあるが、当時はまだ「塗り絵」の概念が確立していたわけではない。
明治後期、「懸賞彩色絵葉書」が流行した。これは、はがきに絵が描かれており、これに色を塗って応募すると懸賞や商品が当たるというものである。明治後期には、低学年児童の教育用に色鉛筆が使われるようになったが、当時の色鉛筆は質が悪く、すぐ芯が折れた。色鉛筆は、線は引きやすくても、色を塗るのは難しかった。
1917年（大正6年）にクレヨンの輸入が開始。1921年（大正10年）には桜クレィヨン商会（後のサクラクレパス）ほか複数のクレヨンメーカーが設立されたことによりクレヨンが国産化され、以後、クレヨンと自由画帖・塗り絵帖がセットになる形で大いに普及した。この時期の塗り絵は、明治4年に刊行された日本初の絵の教科書である『西画指南』に始まる「臨画」（手本を見て写す）に対抗する形で生まれた、「自由画」（自由に描く、山本鼎および自由画教育運動を参照）を背景としているため、花鳥風月的な題材ではなく、静物、風景、人物と言った近代的な感覚のものを題材としていた。

### 昭和10年代
縁日の屋台を販売チャネルとして、当時の人気の風俗を題材とした塗り絵が販売された。金子マサ（塗り絵の研究者、蔦谷喜一の姪）が運営する「ぬりえ博物館」が所蔵している物としては、歌舞伎や小説などを題材にした「和風のぬりえ」、アメリカのキャラクターを題材にした「キューピーさんのぬりえ」「ベティさんのぬりえ」、ゾウ・うさぎ・すずめなどの「擬人化ぬりえ」がある。
「たけし」（稲津寅雄）による「たけしのぬりえ」、「フジオ」（蔦谷喜一）による「フジオのぬりえ」なども人気を博した。戦局の悪化に伴い、1943年ごろには塗り絵の人気は下火になる。

### 昭和20-30年代
1947年より、蔦谷喜一による「きいちのぬりえ」の販売が開始され、爆発的な人気を得た。「きいち」にそっくりの塗り絵や、「きいち」の名前を騙った偽物まで登場した。
当時の塗り絵は、文房具屋や駄菓子屋を販売チャネルとして、キッチュな彩色の袋に入れられ、1袋8枚入りで売られており、1袋5円（後に10円）であった。とりわけ人気のあった「きいちのぬりえ」は、2つの版元から毎月4袋づつ（合計8袋）売られており、毎月80万部から100万部、ピーク時には160万部売れたという。それでも貧乏な時代であるから、買ってもらえない人も多かった。当時まだテレビもなく、雑誌を買える子供も少ない時代、当時の最新のファッションや文化を取り入れた塗り絵は、子供にとって限られた情報のチャネルの一つであった。
当時の塗り絵は、毎月発売されてはいるものの、室内遊びであるから、基本的に季節商品であった。秋から冬にかけて、特に12月が一番売れ、最も売り上げが多いのが北海道であった。
テレビ放送開始に伴い、1960年代（昭和30年代後半）に入ると「アニメキャラクターぬりえ」が人気となり、「きいちのぬりえ」の人気は落ち始めた。塗り絵の販売チャネルも駄菓子屋から書店へと次第に移り変わった。蔦谷喜一は1965年（昭和40年）に完全に無職となる。

### 昭和40年代
この時代以降、塗り絵は「少女ファッション塗り絵」と「テレビアニメキャラクター塗り絵」一辺倒となった。
1958年（昭和33年）よりテレビ放送が開始された『月光仮面』は、当時の子供に非常な人気となった。この時、極東ノート（キョクトウ、後の日本ノート）が「月光仮面ノート」を発売し、これが爆発的にヒットしたことから、競合ノート会社が次々とキャラクターノートに参入したが、中でもいち早くディズニーの版権を抑えたセイカノートと、テレビ番組や少年・少女漫画のキャラノートをリリースした昭和ノート（後のショウワノート）が頭一つ抜け出した。キャラクターノートの表2・表3は塗り絵となっているのが普通であり、この時代以降はキャラノート・スケッチブック・着せ替えブック・ぬりえブックの区別は曖昧で、一つの製品に全部入っていることもある。1963年にはアニメ時代に入り、セイカは国産第1号アニメである『鉄腕アトム』のキャラノートがヒットし、一方、ライバルのショウワは『鉄人28号』のキャラノートがヒットした。両社は1970年代に入ると、ぬりえ、着せ替え、パズル、双六などTVキャラクター商品のラインナップを揃え、文具市場のみならず玩具市場にも進出する。
「テレビアニメキャラクターぬりえ」は、セイカとショウワが大手であった。キャラクタービジネスはアニメで1つヒット作が出ると爆発的ブームとなるが、テレビ放送が終わるとブームも終わり、ヒット作が出ない不況が続くこともあるなど不安定なのが難点であった。
「少女ファッション塗り絵」も、やはりショウワとセイカが大手で、ショウワノートの「ジョアンナ」シリーズ（佐川節子、のち高瀬未生）や「パリジェンヌ」（高橋真琴）、セイカノートの「マロンレディ」シリーズ（加治屋章子）や「プリティジュリー」シリーズ（香取佐代子）などが展開された。
テレビ・漫画の人気キャラクターの版権を取り合ったり分け合ったりしながら、やがて独自キャラクターの展開を始めたショウワとセイカの他に、小出信宏社（こいでのぬりえ）/万創（ばんそう）や赤松紙工社（ベルノート）などの中小からも、キャラクターぬりえが出版された。

### 1970年代-1990年代
小出信宏社/万創は中小企業ながらテレビ局とパイプがあり、有名アニメのぬりえをいくつかリリースしていたが、万創は多大な宣伝広告で怪獣ブームを煽りまくった挙句、多大な宣伝広告費に耐えられずに1973年に倒産し、同時に親会社の小出信宏社も倒産した。同時期のテレビキャラクタービジネス大手としては今井科学も、『サンダーバード』ブームに当て込んだ過剰投資を行ったものの、思ったほど子供の需要が伸びずに1969年に倒産しており、企業が安易にマスコミ・キャラクターに依存するビジネスの危険性を露呈させた。問屋の要請により、万創の穴はセイカが埋めた。1960年代に怪獣映画のキャラクター製品を積極的にリリースした赤松紙工社は1970年代後半に倒産、その他の中小メーカーもほとんど1970年代に撤退・倒産し、ぬりえ業界はショウワとセイカの2強体制が続く。

#### 魔法少女アニメブーム
1980年代の魔法少女アニメブームにおいては、「ぴえろ魔法少女シリーズ」のスポンサーをしていたセイカノートが大量の魔法少女アニメキャラクター塗り絵をリリースしている。特に1983年放映の『魔法の天使クリィミーマミ』は爆発的な人気となったが、アニメグッズはテレビ放送が終わるとグッズの売り上げもガタッと落ちるのが欠点であるため、やがて『魔法のステージ アイドルココ』（高田明美/ぴえろプロジェクト）や『おまじないアイドル リリカルレナ』（越智一裕/スタジオぴえろ）など、アニメーターにデザインを依頼して、アニメを原作としないオリジナル魔法少女文具を自社展開した。特に1986年より展開を開始した『魔法のデザイナーファッションララ』に関しては、1988年に実際にアニメ（OVA）化された。
一方、ショウワノートも、アニメを原作としないオリジナル魔法少女文具『ティンクルドリーミィジョアンナ』を自社展開したほか（いちおう少女ファッション塗り絵『ジョアンナ』の派生製品であるが、魔法のスティックで変身し、アイドルとして様々な衣装に着替えるなど、「魔法少女モノ」としてのツボは押さえてある）、『魔法少女ララベル』や『魔法使いサリー』などの東映魔女っ子シリーズのぬりえを展開していた。

#### 「きいちのぬりえ」リバイバルブーム
1978年、蔦屋喜一にとっては初の書籍となる『きいちのぬりえ メリーちゃん 花子さん』が刊行されると、「きいちのぬりえ」のリバイバルブームが起きた。当時の若年女性向け雑誌『ギャルズライフ』1981年6月号でも、「きいちのぬりえ」が特集された（編集者:中野翠）。

### 2000年代以降
2000年、バンダイはキャラクター文具事業の強化のため、セイカノートを買収した。セイカは塗り絵などのキャラクター文具メーカーとしてはショウワと並ぶ最大手であったものの、文具・玩具業界全体で見た場合は規模は小さく、2008年、セイカはバンダイから来た桃井信彦社長の「規模により生産性を高める」という方針で、同じくバンダイナムコグループのサンスター文具に吸収される形で統合され、解散した。

#### 「大人の塗り絵」ブーム
日本における「大人の塗り絵」の最初の製品は、2003年にマール社から発売された『そのまま塗れるスケッチブック なないろ帖』だと考えられている。その後、河出書房から2005年4月に出版された『大人の塗り絵　美しい花編』が、発売数か月で10万部を突破し、それを受けて各社から「大人の塗り絵」が発売されるブームとなった。河出書房の『大人の塗り絵』シリーズは、2016年時点で600万部を突破し、その後もさらに部数を伸ばしている。

## 塗り絵の政治利用
1962年、漫画家のモート・ドラッカーは、ユーモア作家のポール・ライキンと組んで、塗り絵の本『ジョン・F・ケネディぬり絵本』を作った。内容は娘キャロラインの視点から、ケネディとその家族、政権を風刺している。この本は250万部売れた。
1968年、米国でブラックパンサーの塗り絵が出回り始めた。この塗り絵では、黒人と子供たちが警察官に扮した豚を殺している。これはブラックパンサー党によるものではなく、同組織の信用を失墜させるために連邦捜査局が行ったコインテルプロによるものだとされているが、他の情報筋はこの主張に異論を唱えている。
「塗り絵」という言葉とコンセプトは、フェミニスト・アーティストのティー・コリンヌによって、女性の権利を主張し、力を与えるためのツールとして採用された。コリーヌは女性器を鉛筆でスケッチし、それをインクで着色してカードストックに印刷した。1975年、彼女はその作品集を『The Cunt Coloring Book』というタイトルで出版した。

## 代表的な塗り絵作家
- きいち（本名・蔦谷喜一）
- 松本かつぢ
- 中原淳一
- 内藤ルネ
- 高橋真琴
- 牧美也子
- 本田尚子 - 「大人のぬりえ」
- ルース・ヘラー（英語版）
- ジョハンナ・バスフォード（英語版）